# Faillissementsfraude
Faillissementsfraude is fraude die gepleegd wordt tijdens of door middel van het failliet laten gaan van een bedrijf. Faillissementsfraude is in twee categorieën te verdelen:
- Verwijtbare benadeling.
- Faillissement met voorbedachten rade; een onderneming wordt opgericht om zo opzettelijk schulden te maken, voordat het bedrijf op de fles gaat.

## Vormen van faillissementsfraude
Een ondernemer die failliet dreigt te gaan kan proberen te voorkomen dat zijn bezittingen worden gebruikt om zijn schulden te voldoen. Hij verkoopt bijvoorbeeld zijn goederen voor minder dan de waarde aan familie, of verzwijgt dat hij ze bezit en slaat ze op in een geheime bergplaats.
Een andere veelvoorkomende vorm van fraude is een onderneming met opzet verbintenissen te laten aangaan die hij niet kan betalen. Geleverde goederen worden doorverkocht, zonder betaling aan de leverancier. Tegen de tijd dat leveranciers aan de bel trekken en faillissement aanvragen, is de frauduleuze ondernemer dan vaak verdwenen. Dit is dus eigenlijk een vorm van flessentrekkerij. Een variant hierop is het piramidespel.
Soms probeert de daadwerkelijke ondernemer (bestuurder) buiten schot te blijven door een zogenaamde katvanger als directeur/grootaandeelhouder naar voren te schuiven. De katvanger verkeert niet zelden zelf al vaak in staat van persoonlijk faillissement en bij hem valt dus feitelijk ook geen verhaal te halen.

## Faillissementsfraude in Nederland
Op 15 maart 2007 werd een in opdracht van het Centraal Bureau voor de Statistiek (CBS) uitgevoerd onderzoek 'Insolventierecht in cijfers en modellen', gepubliceerd.( ) Doel van het onderzoek was te bezien hoe vaak faillissementsfraude voorkomt en of de huidige instrumenten om fraude tegen te gaan effectief zijn. Onder fraude wordt in het onderzoek verstaan 'bewuste benadeling van schuldeisers'. Het onderzoek werd gedaan met het oog op een nieuw in te voeren Faillissementswet. De huidige faillissementswet dateert uit 1893, in 2007 is een voorstel voor een nieuwe faillissementswet - die 'Insolventiewet' moet gaan heten - naar de Tweede Kamer gestuurd.
Het onderzoek maakt onderscheid tussen
- faillissementen van natuurlijke personen en
- faillissementen van rechtspersonen.

In het onderzoek werd een steekproef genomen van faillissementen in de periode tussen 1998 en 2004. Daaruit blijkt dat er bij 10 procent van de faillissementen van natuurlijke personen en bij 19 procent van de faillissementen van rechtspersonen sprake was van faillissementsfraude. De gegevens werden verzameld via curatoren, binnen de steekproef van ruim 500 faillissementen konden curatoren aangeven of zij fraude vermoedden. Hoe hoog de schuldeisersbenadeling vervolgens was, bleef onbekend. Uit het onderzoek bleek ook dat als curatoren fraude vermoeden, zij in 70% van de gevallen niets doen. Meestal handelt de curator niet omdat er 'toch geen middelen' zijn. In de gevallen dat de curator wel iets doet, eindigt 1/3 van de zaken in een schikking. De overige zaken eindigen voor de civiele rechter, waarbij de helft van de zaken succesvol wordt afgerond. In slechts 2% van het aantal faillissementen waar fraude wordt vermoed, start het Openbaar Ministerie een strafrechtelijk onderzoek.
In eerdere onderzoeken kwamen soms hogere en soms lagere fraudepercentage naar voren. Meestal wordt ervan uitgegaan dat er in minimaal 30% van alle faillissementen sprake is van fraude. De lagere cijfers in het onderzoek in opdracht van het CBS worden mogelijk verklaard door dat een engere definitie van fraude wordt gehanteerd dan in andere onderzoeken.
Ook het CBS spreekt van fraude in 10% van de gevallen. Het CBS werkte met een engere definitie van fraude en sprak alleen van fraude als er strafbare feiten waren gepleegd.
Uit onderzoek van het tv-programma Zembla uit 2004 bleek dat per jaar in zo'n 4.000 faillissementen fraude wordt gepleegd. Zembla maakte geen onderscheid tussen zakelijke- en privé faillissementen. 4.000 fraudegevallen betekent dat er in 30% tot 50% van de faillissementen fraude wordt gepleegd. In ruim 71% van deze faillissementen kwam verwijtbare benadeling voor zoals vervreemding van vermogen vlak voor het officiële faillissement, ook werd een faillissement vaak ingezet om werknemers op een snelle en goedkope manier 'te lozen'. In zo'n 20% van de frauduleuze faillissementen werd de onderneming opgezet louter en alleen om schulden te maken en vervolgens failliet te gaan. De oprichter van de onderneming gaat er dan met de niet betaalde goederen vandoor.
Sinds 2003 bestaat in Nederland een speciale afdeling van het Openbaar Ministerie dat zich bezighoudt met financieel-economische delicten.

## Instrumenten tegen faillissementsfraude
Het Nederlands recht bestrijdt faillissementsfraude met verschillende middelen. Het privaatrecht "corrigeert" hierbij de onjuiste toestand die door de fraude is ontstaan, terwijl het strafrecht de frauderende ondernemer met een extra straf zal treffen. Alleen al de Faillissementswet kent veel waarborgen die de crediteuren beschermen, maar ook buiten deze wet treft men bepalingen tegen faillissementsfraude aan. Voorbeelden zijn:
- Actio pauliana, het vernietigen van rechtshandelingen die crediteuren benadelen;
- Bevriezing van het vermogen en verlies van de beschikkingsbevoegdheid tijdens het faillissement;
- De mogelijkheid tot civiele gijzeling;
- Bestuurdersaansprakelijkheid;
- Het leerstuk van misbruik van faillissementsrecht, ingeval het faillissement dient om de Nederlandse ontslagbeperkingen te omzeilen;
- Het strafrecht kent een aantal strafbepalingen tegen faillissementsfraude, zoals de strafbaarstelling van bedrieglijke bankbreuk (het onttrekken van goederen uit de failliete boedel);
- De Belastingdienst heeft een aantal sterke instrumenten om te voorkomen dat zijn belastingvorderingen niet meer inbaar zijn.

Uit onderzoeken van het CBS blijken actio pauliana, procedure onrechtmatige daad en bestuurdersaansprakelijkheid in praktijk niet te werken. De curator heeft nooit geld om die procedure te doorlopen en als hij dat wel doet gaat in de helft van de gevallen al het geld op aan procederen. De curator kiest er in 88% van de gevallen voor om het geld aan te wenden ten bate van de schuldeisers.